# مسیحیت غربی
مسیحیت غربی از کلیسای لاتینِ کلیسای کاتولیک و فرقه‌هایی که در طول تاریخ از آن مشتق شده‌اند تشکیل شده‌است. از جمله کلیسای انگلیکان، لوتریان، مشایخیان، متدیست‌ها و دیگر شاخه‌های سنتی پروتستان است. از این اصطلاح معمولاًَ در برابر کلیسای ارتدکس شرقی استفاده می‌شود. مسیحیت غربی در حدود 90 درصد از مسیحیان در سراسر جهان را به خود اختصاص داده است.
مسیحیت غربی اصطلاحی است که برای اشاره به شاخه‌ای از مسیحیت در مناطق غربی جهان استفاده می‌شود. این شاخه‌ی مسیحیت شامل مسیحیت کاتولیک و مسیحیت پروتستانی می‌شود. 
تعریف: مسیحیت غربی شاخه‌ای از مسیحیت است که در کشورهای غربی مانند اروپا و آمریکا شیوع دارد و تحت تأثیر فرهنگ و تاریخ این مناطق قرار گرفته است.
تقسیمات: مسیحیت غربی دو شاخه‌ی اصلی دارد: کاتولیک و پروتستانی. هر دوی این شاخه‌ها با برخی تفاوت‌ها در عقاید و رسوم، معتقدان خود را جمع می‌کنند.                                         
مسیحیت کاتولیک: مسیحیت کاتولیک به عنوان یکی از شاخه‌های اصلی مسیحیت در غرب شناخته می‌شود. کلیسای کاتولیک در رم مرکز خود را دارد و به رهبری پاپ، رهبر عالم کاتولیک، قرار دارد. مسیحیت کاتولیک عقایدی را در مورد توحید خدا، عصمت پاکدامنی ماری، خویشتن‌سالی‌بودن مسیح و ... پذیرفته است.
مسیحیت پروتستانی: مسیحیت پروتستانی نیز در مسیحیت غربی یک جایگاه ویژه دارد. پروتستانتیسم در قرن 16 میلادی در اروپا برانگیخته شد و از کلیسای کاتولیک به عنوان اصلی‌ترین شاخه‌ی مسیحیت پروتست کرد. در پروتستانتیسم، اعتقاد به مسیح و کتاب مقدس، سازمان کلیسایی و عقیده‌های دیگر تا حدی با کاتولیسیسم متفاوت است.
تشابهات هر دو شاخه مسیحی: با وجود تفاوت‌ها، هر دو شاخه‌ی مسیحیت کاتولیک و پروتستانی در باورها و رسوم مشترکی نیز دارند. مثلاً هر دو شاخه اعتقاد دارند که عیسی مسیح پس از صلب از مردگان برخیزیده است و بر ارتباط نزدیک خداوند و انسان تأکید دارند.
ویژگی‌ها و کارکردها: مسیحیت غربی در حالت کلی نقش بسیار مهمی در شکل‌گیری تاریخ ، فرهنگ و هنر غربی ایفا کرده است. این شاخه از مسیحیت در توسعه‌ی دانش و علم نیز نقشی حیاتی داشته است.

## مطالب مرتبط
مسیحیت شرقی
شورای افسوس
پروتستانتیسم
کاتولیسیسم
جهان غرب